# 长株潭都市圈环线高速公路
长株潭都市圈环线高速公路，中国国家高速公路网编号为G9907，起点位于宁乡市，途径浏阳市、醴陵市、湘乡市、韶山市，终点回到宁乡市，构成环线:31。

## 线路

### 长沙北横高速
长沙北横高速呈东西走向，起于长沙市浏阳市，终于益阳市赫山区，主线全长约93公里。

### 韶山至湘乡段
G9907长株潭都市圈环线高速公路韶山至湘乡段（韶山高速南延线）估算投资约47.6亿元人民币。采用双向四车道设计，路基宽26.5米，设计时速120公里/小时。线路全长27.039公里，施工总工期36个月。2025年8月8日，韶山高速南延线获得湖南省发展改革委员会核准批复。